# Andracantha phalacrocoracis
Andracantha phalacrocoracis är en hakmaskart som först beskrevs av Yamaguti 1939.  Andracantha phalacrocoracis ingår i släktet Andracantha och familjen Polymorphidae. Inga underarter finns listade i Catalogue of Life.